# Trichosteleum dimorphum
Trichosteleum dimorphum är en bladmossart som beskrevs av Hugh Neville Dixon 1932. Trichosteleum dimorphum ingår i släktet Trichosteleum och familjen Sematophyllaceae. Inga underarter finns listade i Catalogue of Life.